# Cheikh Fall (1946)
Cheikh Amadou Fall, detto Daguit (Dakar, 7 febbraio 1946 – Dakar, 19 giugno 2008), è stato un cestista senegalese.

## Carriera
Con il Senegal ha disputato due edizioni dei Giochi olimpici: Città del Messico 1968 e Monaco 1972. Ha vinto l'oro al FIBA AfroBasket 1968 e l'argento nel FIBA AfroBasket 1970.